# فرمانداری نظامی بریتانیا (مالایا)
فرمانداری نظامی بریتانیا (به انگلیسی: British Military Administration) (BMA) یک دولت موقت از ماه اوت سال ۱۹۴۵، پایان جنگ جهانی دوم، تا تأسیس اتحادیه مالایا در ماه آوریل سال ۱۹۴۶، در مالایای بریتانیا بود. فرمانداری نظامی بریتانیا تحت امر مستقیم لوئیس مونتباتن، فرمانده عالی متفقین در جنوب شرق آسیا بود. دولت وظیفه دوگانه‌ای از حفظ معیشت مردم در مدت دوره تصرف دوباره، و همچنین اعمال ساختار حکومتی که قدرت استعمارگر بر آن متکی بود، را عهده‌دار بود.